# Shillong Cantonment
Shillong Cantonment è una suddivisione dell'India, classificata come cantonment board, di 12.385 abitanti, situata nel distretto dei Monti Khasi Orientali, nello stato federato del Meghalaya. In base al numero di abitanti la città rientra nella classe IV (da 10.000 a 19.999 persone).

## Società

### Evoluzione demografica
Al censimento del 2001 la popolazione di Shillong Cantonment assommava a 12.385 persone, delle quali 7.069 maschi e 5.316 femmine. I bambini di età inferiore o uguale ai sei anni assommavano a 1.506, dei quali 769 maschi e 737 femmine. Infine, coloro che erano in grado di saper almeno leggere e scrivere erano 9.173, dei quali 5.507 maschi e 3.666 femmine.